# 낸시 콴
낸시 콴(영어: Nancy Kwan, 중국어: 關家蒨, 병음: Guān Jiāqiàn, 1939년 5월 19일 ~ )은 미국의 배우이다.

## 영화
- 플라워 드럼 송
- 드래곤 (1993년 영화)

## 텔레비전
- 하와이 파이브-O

## 같이 보기
- 애나 메이 웡
- 케빈 콴